# Hulljon a férges hippije!
A Hulljon a férges hippije! (Die Hippie, Die) a South Park című rajzfilmsorozat 127. része (a 9. évad 2. epizódja). Az Amerikai Egyesült Államokban 2005. március 16-án, Magyarországon pedig 2007. augusztus 7-én mutatták be.

## Cselekmény
|  | Alább a cselekmény részletei következnek! |

Cartman kártevőirtást vállal, és megpróbálja likvidálni a városban fellelhető hippiket – akiket a sorozat kezdetei óta utál. A hippik életvitelét tanulmányozva Cartman rájön, hogy a látogatók zenés hippifesztivált szerveznek South Parkban. Figyelmezteti a városi tanácsot, akik viszont semmibe veszik, majd a rendőrség letartóztatja 63 hippi pincébe zárásáért.
South Parkot később azonban azelőtt sosem látott mennyiségű hippi lepi el, és a zenés fesztivál kezdi romba dönteni a várost, ráadásul Stant, Kyle-t és Kennyt is meggyőzik a nagyvállalatok gonoszságáról, és a három fiú a drogos, rock and roll zenét hallgató hippitömeg közepén ragad.
Cartman utasítja a polgármestert, hogy szüntesse be a fesztivált, de kiderül, hogy a nő maga adott engedélyt annak megszervezéséhez. Az utcákon uralkodó káosz láttára azonban főbe lövi magát (később bekötött fejjel látható a konferenciaszobában, ahol Cartman tervét adja elő). A többi városlakó Eric-et kéri meg, hogy segítsen megszabadulni a hippiktől, amibe a fiú beleegyezik; ha kap egy Tonka távirányítós buldózert és megígérik neki, hogy Kyle-nak sosem lesz ilyen játéka, de néznie kell, ahogy Cartman a sajátjával játszik.
Stan, Kyle és Kenny rájönnek, hogy a hippik a vállalatok szidalmazásán kívül semmit nem tesznek, és a tökéletes közösségről alkotott képük is megegyezik a jelenlegivel. Megpróbálnak kijutni az emberek gyűrűjéből, ami 22 km-es átmérőjével túl nagy falatnak bizonyul. Stan ezután megkísérli elmondani véleményét a fesztiválról a hippiknek, de ezzel is csak ront a helyzeten. Végül Cartman egy tudós (Randy Marsh), egy mérnök (Linda Stoch) és egy „nigger, aki feláldozza magát, ha »gebasz« van” (Séf bácsi) segítségével hatalmas fúrót épít a hippitömeg áttörésére (meggyilkolva az útjába eső embereket), és a színpadhoz érve egy Slayer CD-t helyez a lejátszóba, mert „a hippik nem bírják a death metalt”. A terve működik, és az embertömeg kezd szétoszlani, megmentve South Park városát. Kyle-nak pedig végig kell néznie, ahogy Eric az iskola parkolójában az új buldózerével játszik.

## Utalások
- Az epizódban a hippik által gyakran használt „kis Eichmann”-ok kifejezés utalás Ward Churchill egy cikkére, melyben a New York-i World Trade Center-ben dolgozó embereket „kis Eichmann”-oknak nevezte. Bár ez már három éve történt, a média csak az epizód sugárzása előtt rövid idővel fedezte fel és tette híressé a kifejezést. Churchill a Boulder-i Colorado Egyetem professzora volt, ahol a műsor készítői először találkoztak.
- A Cartman fúrós terveiről szóló jelenetek Bruckheimer filmes stílusának paródiái, mint amilyen A Mag és az Armageddon is.
  - a város (világ) megmentéséhez fúrni kell,
  - ahogy egy pillanatra megáll a fúró, a polgármester (kormány) nukleáris támadást akar,
  - Séf bácsi (Lev) űrhajós ruhában a kimászik a fúróból, hogy visszakapcsolja a generátort
- Cartman epizód eleji hippi-irtó ruhája célzás a Szellemirtók szereplőinek viseletére.
- Kyle egy Che Guevará-s pólót visel.
- A jelenet, miben Cartman figyelmezteti a városi tanácsot a hippik veszélyére a Holnapután című film kifigurázása, melyet a South Park később a Holnapután előtt két nappal epizódjában is parodizált.
- A Cartman által a lejátszóba tett Slayer-szám a „Raining Blood” (a Reign in Blood albumról).

## Érdekességek
- Mikor Cartman lejátssza a Slayer-számot, a számítógépén lévő többi dal címe is látható, például „Muhhhrtallicaz – Ride The Thunder” és „Motorface – Death From Behind”, amelyek egyértelmű utalások a Metallica és a Motörhead zeneszámaira.
- Cartman death metal együttesként említi a Slayert, pedig az thrash metal banda (bár nagy szerepe volt a death metal kialakulásában is).

## Bakik
- Mikor Cartman csapatát állítja össze, Randy azt mondja, ő az egyetlen tudós a városban, pedig Dr. Mephisto (bár ő genetikus) és Clyde apja is az (a Terrance és Phillip fingik egymásra című epizód szerint geológus).
- Randy befut a hippytömegbe hogy kimentse Stan-t és ott a sok füsttől összeesik majd később mégis látni őt más jelenetekben.